# Xbox Game Studios
Xbox Game Studios (cunoscut anterior ca Microsoft Studios, Microsoft Game Studios și Microsoft Games) este un editor de jocuri video american cu sediul în Redmond, Washington. A fost fondat în martie 2000, desprins din unitatea internă Games Group, pentru dezvoltare și publicare de jocuri video pentru Microsoft Windows. De atunci s-a extins ca să includă jocuri și alte divertismente interactive pentru platformele eponime Xbox, alte sisteme de operare desktop, Windows Mobile și alte platforme mobile și portaluri bazate pe web.
Xbox Game Studios, alături de ZeniMax Media și Activision Blizzard, sunt parte a diviziei Microsoft Gaming condusă de Phil Spencer, care este directorul general al diviziei.

## Studiouri

### Curente
- The Coalition — seria Gears of War
- Compulsion Games — Contrast, We Happy Few, South of Midnight
- Double Fine Productions — Psychonauts, Brütal Legend, Broken Age
- Halo Studios — seria Halo
- The Initiative — Perfect Dark
- inXile Entertainment — seria The Bard's Tale, seria Wasteland
- Mojang Studios — seria Minecraft
- Ninja Theory — Kung Fu Chaos, Hellblade: Senua's Sacrifice
- Obsidian Entertainment — Pillars of Eternity, The Outer Worlds, Grounded, Pentiment
- Playground Games — seria Forza Horizon, Fables
- Rare — seria Banjo-Kazooie, seria Conker, seria Battletoads, seria Perfect Dark, seria Killer Instinct, Kameo, seria Viva Piñata, Sea of Thieves, Everwild
- Turn 10 Studios — seria Forza Motorsport
- Undead Labs — seria State of Decay
- World's Edge — seria Age of Empires
- Xbox Studios Game Publishing – Braț de publicare

### Foste
Vândute sau desprinse
- Access Software/Salt Lake Games Studio/Indie Games — Links series — Vândut la Take-Two Interactive
- Bungie — seria Halo —  Asumat independență după lansarea lui Halo 3 în 2007; achiziționat de Sony Interactive Entertainment în 2022[2][3]
- Lift London — Scos din afacerea de jocuri a Microsoft[4]
- Twisted Pixel Games — The Gunstringer, LocoCycle, The Maw, seria 'Splosion Man — Devenit independent în 2015; achiziționat de Oculus Studios în 2021
- WingNut Interactive — studio de jocuri video în parteneriat cu Peter Jackson — Vândut la WingNut Films[5][6]

Închise sau consolidate
- Aces Game Studio — seria Microsoft Flight Simulator — Închis
- BigPark — Kinect Joy Ride, Joy Ride Turbo — Consolidat
- Carbonated Games — Închis
- Digital Anvil — Brute Force, Freelancer — Consolidat[7]
- Ensemble Studios — seria Age of Empires, seria Age of Mythology, Halo Wars — Închis
- FASA Studio — seria MechWarrior, Shadowrun, seria Crimson Skies — Închis
- Good Science Studio — Kinect Adventures, Kinect Fun Labs, Kinect Star Wars — Consolidat
- Hired Gun — portul PC pentru Halo 2 — Consolidat[8]
- Lionhead Studios — seria Fable, seria Black & White — Închis
- Microsoft Game Studios Japan — Phantom Dust, True Fantasy Live Online — Închis
- Microsoft Studios Victoria — Închis
- Press Play — Max: The Curse of Brotherhood, Kalimba — Închis
- Team Dakota — Project Spark — Consolidat
- Xbox Entertainment Studios — Închis – studio de film și televiziune
- Xbox Live Productions — Consolidat – braț de publicare

## Legături externe
- Site oficial
- Xbox Game Studios pe Curlie